# Château de Lagrange-Montalivet
Pour les articles homonymes, voir Lagrange.
Le château de Lagrange-Montalivet ou de Montalivet-Lagrange, est un ensemble architectural datant des XVIe et XVIIe siècles et situé dans la commune de Saint-Bouize (Cher).
Le château a été classé monument historique le 8 septembre 1999. Le parc et les jardins sont inscrits à l'inventaire supplémentaire des monuments historiques.

## Description
Le château est composé d'un corps central avec une toiture à l'impériale, flanqué de deux pavillons, avec des murs en brique et en pierre typiques de son époque.
De vastes communs encadrent la cour d'honneur.

## Historique du domaine
- Si vous ne connaissez pas le sujet, laissez ce bandeau (vous pouvez alors contacter les auteurs).
- Si vous supprimez le contenu mis en cause (vous pouvez préalablement contacter les auteurs),

argumentez précisément cette suppression dans la page de discussion
(un manque de référence n'est pas un argument ; une recherche réelle de référence doit avoir été effectuée, être formellement documentée).
Construit sur l'emplacement, ou à proximité du château fort de Vèvre, mentionné en 1090, et propriété de Rainaud de Montfaucon, le premier château de La Grange fut édifié vers 1250 par un de ses descendants, Eudes III de Sully.
Détruit en 1420, durant la guerre de Cent Ans alors qu'il appartenait à Jean II (de Randan) de Saligny dit Lourdin (1395-1446), connétable des royaumes de Naples et de Sicile, chambellan, ambassadeur et conseiller du conseil étroit de Philippe le Bon, seigneur de Saligny et de La Motte-Saint-Jean, troisième époux de la comtesse Marguerite de Sancerre. Il fut vendu vers 1470 et reconstruit vers 1500 pour François Estevard, bailli de Sancerre. En 1569, le nouveau château était détruit à son tour par l'armée calviniste du duc de Deux-Ponts.
La construction du château actuel est attribuée soit à Antoine de La Grange d'Arquien, seigneur d'Arquian, gouverneur du Berry durant les guerres de la Ligue, soit à Louis de Buffévent, dit Louis de la Grange-Chaumont, gentilhomme ordinaire de la Chambre du roi en 1585, qui avaient acquis l'un et l'autre une portion de la seigneurie de La Grange en 1578. Quoi qu'il en soit, les communs semblent dater du règne d'Henri IV mais le logis central pourrait être plus tardif et avoir été construit aux alentours de 1630.
L'unité de la seigneurie fut refaite par les Buffévent dans la première moitié du XVIIe siècle.
En 1647, la famille Buffevent accueille saint Vincent de Paul à La Grange. En 1655, dans l'aveu et dénombrement rendu par Marie-Anne de Bretagne, veuve de Louis II de Buffevent, le fief est décrit comme consistant en chastel, basse-cour et jardin.
Elle passa ensuite par alliance à la famille Grivel. Paul de Grivel de Grossouves, comte d'Ourouër, en fut le propriétaire. Personnage fastueux, il y reçut notamment en 1728 Élisabeth de Bourbon, princesse de Conti, qui deviendra comtesse de Sancerre et y fera par la suite de fréquents séjours. Il mourut ruiné le 2 novembre 1752 et La Grange fut vendu en 1762 par ses créanciers à François Brisson, président au parlement de Paris.
À la mort de Mme Brisson, le domaine fut acquis en 1807 par le comte Jean-Pierre de Montalivet, ministre de l'Intérieur de Napoléon Ier (1809-1814), qui le restaura sous la Restauration. Son fils, le comte Camille de Montalivet, ministre de l'Intérieur de Louis-Philippe, puis membre de l'Académie des beaux-arts continua les restaurations entre 1830 et 1845. Il fit également redessiner une partie des vastes jardins à la française par Pierre Fontaine dans le goût anglais. À sa mort, le domaine revint à sa fille Marie-Amélie, filleule du roi Louis-Philippe et de la reine Marie-Amélie, qui avait épousé en 1861 le comte Gustave Guyot de Villeneuve.

## Historique architecturale

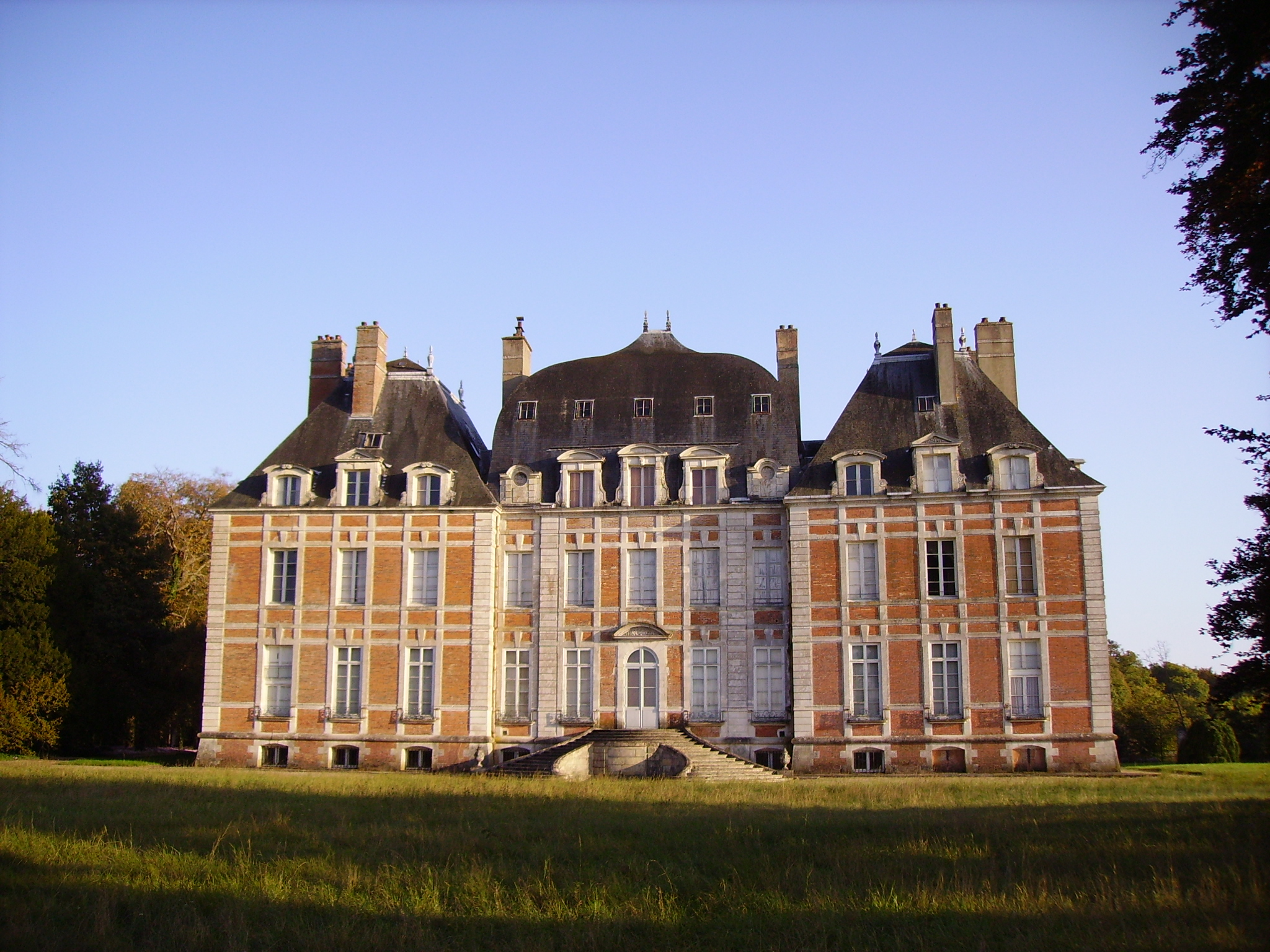
Facade nord du château.

Du château détruit en 1569, il ne reste qu'une salle voûtée située dans le bâtiment ouest des communs.
Le château, reconstruit à partir de 1590, est formé corps de logis central flanqué de deux pavillons. L'entrée se fait côté cour par un perron semi-circulaire et côté parc par un escalier en fer-à-cheval.
Certains des communs sont ornés de parements de bois découpé.
En 1639, est créé un parterre en compartiments et un jardin potager. Les jardins seront redessinés au XIXe siècle.